# Conseil pontifical pour les communications sociales
Le conseil pontifical pour les communications sociales est un ancien dicastère de la curie romaine. Ses statuts  lui ont été accordés par Jean-Paul II en 1988 dans la constitution apostolique Pastor Bonus. 

## Histoire
Le 30 janvier 1949 Pie XII institue à titre expérimental la Commission consultative et de révision ecclésiastique des films à thèmes religieux ou moraux. Six mois plus tard, le 17 septembre 1948 il approuve les statuts de la Commission pontificale pour la cinématographie didactique et religieuse. Le domaine d'activité de la commission est alors limité au seul domaine cinématographique.
Le 1er janvier 195, la commission devient Commission pontificale pour la cinématographie, et voit son champ d'action élargi à l'ensemble de l'activité cinématographique. 
Le 31 décembre 1954 elle devient Commission pontificale pour le cinéma, la radio et la télévision, et voit par là même son champ d'action étendu aux communications audiovisuelles en pleine explosion. 
Le 22 février 1959, Jean XXIII intègre la commission à la secrétairerie d'État et le 16 décembre de la même année, il place sous son autorité la nouvelle Filmothèque vaticane.
La commission prend toute une part importante dans la préparation du concile Vatican II et le 2 avril 1964, répondant aux attentes des pères conciliaires, Paul VI la transforme en Commission pontificale pour les communications sociales, élargissant son domaine de compétence à la presse quotidienne et périodique. 
La commission veille aux diffusions mondiales (c'est-à-dire en mondovision) des principales cérémonies du Vatican. Et c'est à elle qu'est confié l'autorité sur la nouvelle salle de presse du Saint-Siège en 1968. La commission est également, depuis 1967, l'organisatrice des Journées mondiales des communications sociales. Cette journée a pour objectif de mieux faire connaître les moyens de communication au niveau des paroisses, des diocèses et des services de l’Église catholique.
Le 28 février 1988, la constitution apostolique Pastor Bonus, publiée par Jean-Paul II réforme la curie et redéfinie le rôle et la composition des différents organes. Elle transforme en particulier la commission pontificale en conseil pontifical pour les commissions sociales.
Le 17 mars 1995, la commission publie une liste de film recommandés par le Vatican
Dans le cadre de la restructuration de la communication du Saint-Siège mise en œuvre par le pape François sur proposition du Conseil des cardinaux, le conseil pontifical est placé sous la responsabilité du nouveau secrétariat pour la communication le 29 juin 2015. Le conseil disparait totalement au profit du secrétariat pour la communication en 2016.

## Missions
Les missions du conseil sont définies par les articles 169 et 170 de la constitution apostolique Pastor Bonus. 
« Art. 169 - Le Conseil s'occupe des questions relatives aux moyens de communication sociale, afin que, grâce à eux, le progrès humains et le message du salut puissent profiter à la société tout entière.
- Pour remplir ces fonctions, le Conseil doit agir en étroite collaboration avec la Secrétairerie d'État. »
« Art. 170 - Sa principale tâche est d'encourager et de soutenir de manière opportune et adaptée l'action de l'Église et de ses membres à travers les différentes formes de communications sociales. Il veille à ce que les journaux quotidiens et périodiques, tout comme les films et les programmes de radio et de télévision soient de plus en plus emprunts d'un esprit humain et chrétien.
- Le Conseil porte une attention particulière à ce que les journaux catholiques, ainsi que les stations de radios et de télévisions, répondent correctement à leur nature et à leur fonction en transmettant en particulier l'enseignement de l'Église tel qu'il est dispensé par le Magistère et en diffusant précisément et fidèlement les informations religieuses.
- Il favorise les relations avec les associations catholiques actives dans le domaine des communications sociales.
- Il s'efforce, notamment à l'occasion des Journées Mondiales des communications sociales, de faire prendre conscience aux chrétiens du devoir, pour chacun, d'œuvrer pour permettre que les médias servent la mission pastorale de l'Église. »

## Activités récentes
Le 2 mai 2011, le CPCS organise près du Vatican une rencontre de 150 dirigeants de blogs catholiques du monde entier ; parmi eux figurent des personnalités telles que Sandro Magister, ou Xavier Arnaud (leforumcatholique.org).
Chaque année, il décerne, avec le Conseil pontifical pour la culture, le prix Robert-Bresson à la Mostra de Venise.

## Présidents
- Martin John O’Connor (1948 - 1971)
- Edward Louis Heston (1971 - 1973)
- Andrzej Maria Deskur (1973 - 1984)
- John Patrick Foley (1984 - 2007)
- Claudio Maria Celli (2007 - 2016)

## Consultants
- Marco Tarquinio (2011-2016)

## Sources
- Le conseil sur le site du Vatican
- (en) Les conseils pontificaux dans Pastor Bonus